# Дэн Чанъю
Дэн Чанъю (кит. упр. 邓昌友; род. в февр. 1947 года, уезд Пэнси, пров. Сычуань) - китайский генерал-полковник ВВС НОАК (2006), в 2002—2012 гг. политкомиссар ВВС НОАК. Член ЦК КПК 16—17 созывов.
В рядах НОАК с марта 1968 года. Член КПК с мая 1970 года.
Окончил заочные курсы партшколы при ЦК КПК, получив университетское образование.
С мая 2002 года по октябрь 2012 года политкомиссар ВВС НОАК.
C октября 2012 года в отставке.
С 2013 года замглавы комиссии по внутренним делам и юстиции ВСНП.
Генерал-полковник ВВС (24.06.2006), генерал-лейтенант ВВС (июль 1999), генерал-майор ВВС (июль 1992), полковник ВВС (1992).